# Turmruine Erlkron

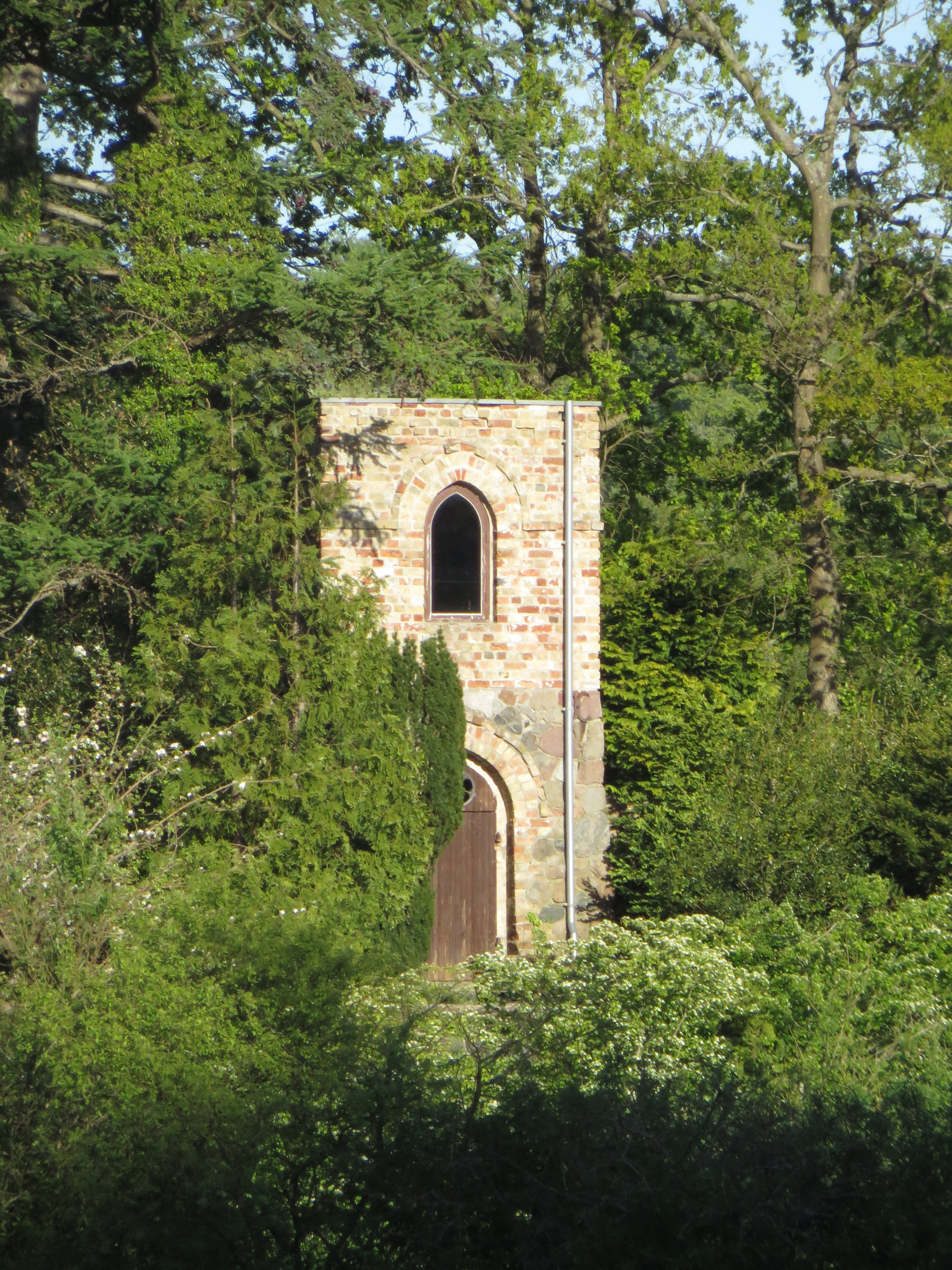
Die Ruine Erlkron im Jahr 2015. Die ursprünglich vorhandenen Burgzinnen blieben nicht erhalten.

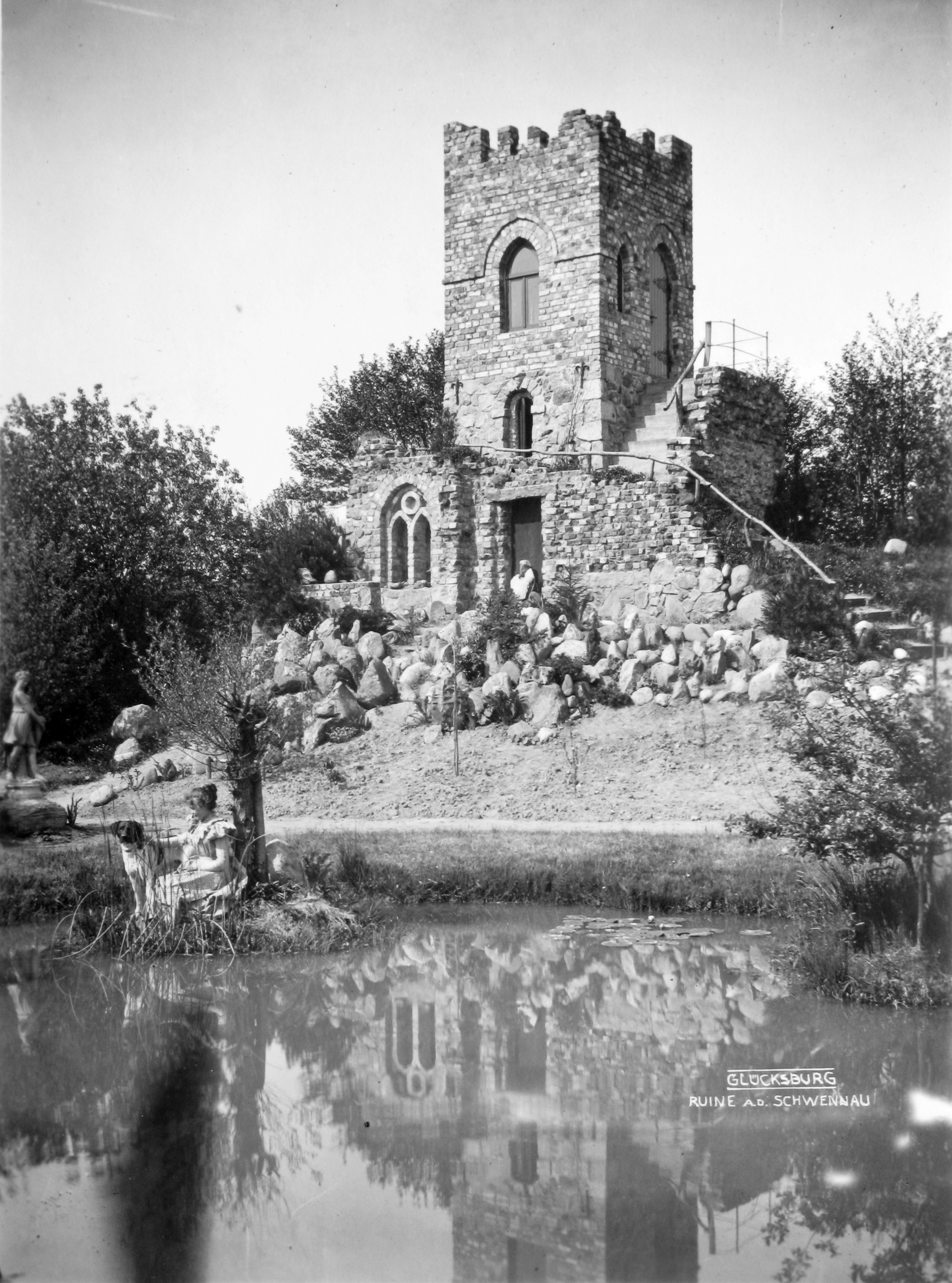
Turmruine Erlkron, um 1910

Die Turmruine Erlkron (auch kurz: Erlkron) in Glücksburg bei Flensburg in der Schwennaustraße 46, ist eine alte Kunstruine, die zu den Kulturdenkmalen von Glücksburg gehört.

## Errichtung und Benennung
Als zum Ende des 19. Jahrhunderts letzte Reste der Duburg-Ruine im benachbarten Flensburg abgebrochen wurden, erwarb der romantisch veranlagte Glücksburger Heinrich Haß einige der handgefertigten Steine. Der ehemalige Einjährigfreiwillige des Deutsch-Französischen Krieges (1870–1871) errichtete im Jahr 1900 in seinem Garten auf einem Hügel am Schwenautal aus den Steinen die künstliche Ruine eines mittelalterlich wirkenden Burgturmes, mit auf unterschiedlicher Höhe angeordneten, spitzbogigen Fensteröffnungen und Söller in gotischer Art.
Die Burgturmruine erhielt den Namen „Erlkron“. Es ist unklar, wie es zu dieser Benennung kam. Sie könnte mit den im Schwennautal verbreiteten Erlen-Bruchwäldern zusammenhängen. Der Name lässt aber auch Assoziationen zur Ballade Erlkönig zu, dessen Stoff aus dem Dänischen übernommen wurde. Das dänische Wort „elletræ“ bedeutet Erle beziehungsweise wörtlich übersetzt „Erlenbaum“. Das dänische Wort „elle“ bezeichnet zudem einen Elf. Die kryptische deutsche Übertragung „Erlkönig“ vom dänischen Wort „ellekonge“ bedeutet daher „Elfenkönig“. Beim Wort „Kron“ könnte, wie in der Ballade Erlenkönig, das Wort Krone gemeint sein. Es existieren verschiedene Burgen und Schlösser, deren Namen mit Kron- beginnen, beispielsweise die Ruine Burg Kronburg in Österreich, wie auch das Schloss Kronborg in Dänemark.

## Entwicklungen nach dem Bau

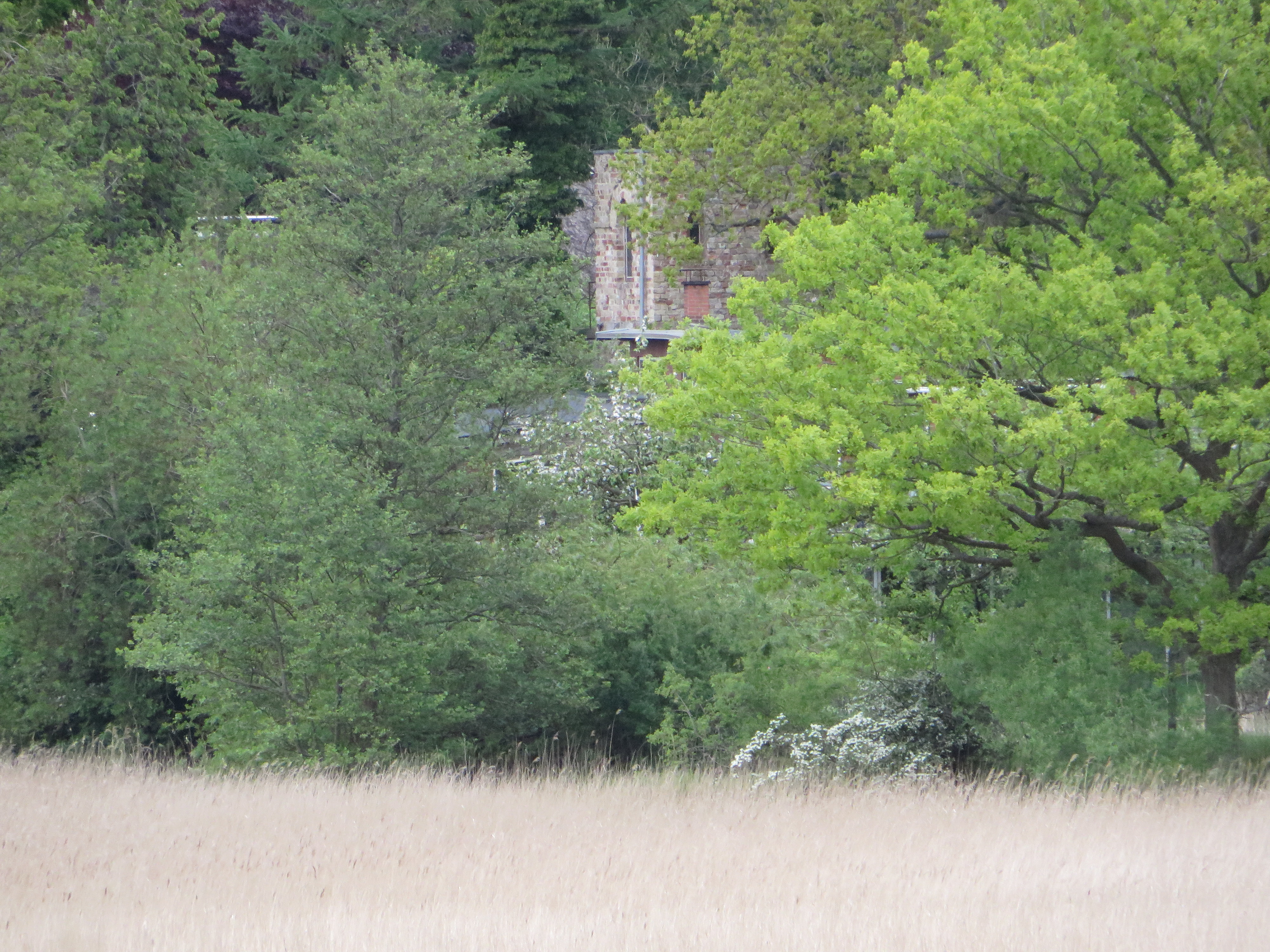
Die Ruine von oberhalb des Schwennautales (2015)

Die Turmruine entwickelte sich im Laufe der Zeit zu einer nur mäßig bekannten Sehenswürdigkeit von Glücksburg. In Glücksburg steht bis heute primär das Schloss Glücksburg im Zentrum des Tourismus. Die Turmruine schaffte es dennoch schon in der Vergangenheit auf eine Ansichtskarte.
1960 erwarb die Familie Zellermann das Grundstück mit dem Bauwerk. Ein Architekt riet Jürgen Zellermann den Turm zu „sprengen“, es stehe auf dem schönsten Bauplatz, Der aus Berlin stammende Künstler erhielt den Turm und baute sein modernes Wohnhaus daneben (Lage). Die Familie stellte die Gartenstruktur und die Ruine wieder her. Der Überrest des Landschaftsgartens und der Burgturm kamen unter Denkmalschutz. Das neu errichtete Wohnhaus ist heute von Clematis und Efeu bewachsen und von großen Bäumen umgeben, so dass es sich in den Landschaftspark einpasst, in dem einige alte Obstbäume stehen.
Um 2000 sackte das massive Mauerwerk der Turmruine ab und wurde nach Anweisungen des Denkmalschutzes restauriert. Die ursprünglich vorhandenen Burgzinnen des Turmes wurden bei der Restaurierung nicht wieder hergestellt.

## Heutige Nutzung

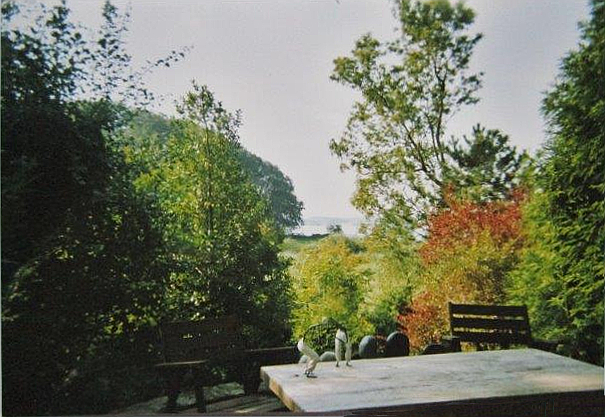
Blick vom Park bei der Ruine Erlkron (2004)

Um 2009 ermöglichte die Besitzerin Helga Windt, die mittlerweile verstorbene Lebensgefährtin von Jürgen Zellermann, in Absprache den Besuch der Ruine. Im August 2009 stellte Carola Rasmussen, Expertin für afrikanische Kunst, Steinskulpturen aus Simbabwe im Landschaftsgarten aus. Es sollte dies das letzte Mal sein, dass sie eine ihrer traditionellen Ausstellungen mit Kunst aus Afrika in Glücksburg präsentierte. Zum Tag des offenen Denkmals 2009, im September des Jahres, besuchten hunderte Menschen das kleine Anwesen am Schwennautal. Zu diesem Anlass waren Gemälde von Jürgen Zellermann im Turmzimmer der Ruine ausgestellt. Im Garten standen zu dieser Zeit noch die afrikanischen Skulpturen. Die 1932 geborene Helga Windt war Biologin. Sie verstarb im Jahr 2014.
Vermutlich kann die Ruine auch weiterhin in Absprache besucht werden. Die auf einem Hügel thronende Ruine Erlkron dient auch als Aussichtsturm über das darunterliegende Schwennautal. Zum einen existiert eine besteigbare Aussichtsplattform vor dem Turm und zum anderen existiert das Turmzimmer zum Verweilen, aus dem bei gutem Wetter die in der Flensburger Förde liegenden Ochseninseln zu sehen sind. Des Weiteren befindet sich im Wohnhaus bei der Ruine eine Ferienwohnung. Der benachbarte Campingplatz Schwennau wurde 2016 geschlossen. Von dessen noch vorhandener Brücke ist die Ruine gut in naher Ferne erkennbar.